# Igor Bališ
Igor Bališ (Križovany nad Dudváhom, 5 gennaio 1970) è un ex calciatore slovacco, di ruolo centrocampista.